# Nikola Kalinić
Nikola Kalinić (Salona, 5 gennaio 1988) è un dirigente sportivo ed ex calciatore croato, di ruolo attaccante. Con la nazionale croata è stato vicecampione del mondo nel 2018.

## Caratteristiche tecniche
È una prima punta forte fisicamente capace di fare reparto da solo; nella fase di non possesso aiuta la squadra nei ripiegamenti difensivi. Bravo nel gioco aereo, spesso cerca l'imprevedibilità con belle giocate, ad esempio con colpi di tacco.
Famoso per il carattere fumantino, spesso ha avuto pesanti diverbi con i propri allenatori, come in occasione del Mondiale di Russia 2018 dove è stato escluso dalla spedizione dopo una sola partita per il suo rifiuto di scendere in campo a gara in corso, oppure a Verona nel 2021, dove ha rescisso il contratto che lo legava all'Hellas una settimana dopo la chiusura del mercato invernale.

## Carriera

### Club

#### Le esperienze in Croazia
Kalinić viene messo sotto contratto dall'Hajduk Spalato giovanissimo e viene girato in prestito, nel 2006, al Pola, in 1. HNL, prima divisione croata. Esordisce dunque immediatamente in massima serie, pur essendo appena un adolescente: la sua prima stagione da professionista si conclude con un bottino accettabile per un giovane come lui: 20 presenze e 7 reti. Queste sue prestazioni convincono l'Hajduk Spalato a puntare su di lui per il proprio attacco: egli ripaga la fiducia con una strabiliante stagione da 21 presenze e 13 gol, bottino di reti secondo solo a quello di Zelmir Terkes, che ha concluso la stagione 2007-2008 con 21 reti e che aiuta la squadra a raggiungere il 5º posto in campionato e la finale della Coppa di Croazia.
Nella stagione successiva (2008-2009) Kalinić è il capocannoniere dell'Hajduk con 15 reti e contribuisce in modo essenziale all'ottimo 2º posto della squadra dietro ai rivali della Dinamo Zagabria. In questa stagione sfiora il titolo di capocannoniere del torneo battuto solo dal connazionale della squadra vincitrice del torneo Mario Mandžukić (16 reti).
In questa stagione realizza il suo primo gol europeo andando a segno nel 4-0 dell'Hajduk contro il Birkirkara. Il suo primo gol stagionale è segnato il 3 agosto 2008 contro il Varaždin (1-1), al quale seguono la tripletta realizzata nel 3-1 contro lo Slaven Belupo (due delle tre reti sono segnate su rigore e le doppiette nelle sfide sull'Inter Zaprešić (3-3) e Cibalia (2-0, entrambi firmati dagli undici metri).

#### Blackburn Rovers
Il 3 agosto 2009 viene acquistato dal Blackburn per 7,5 milioni di euro, firmando un contratto quadriennale. La sua prima partita con i Rovers è datata 22 agosto 2009, quando subentra al 14' del primo tempo al posto dell'argentino Franco Di Santo, rimasto infortunato, contro il Sunderland, partita persa 2-1. Il 27 ottobre seguente sigla la sua prima rete con il Blackburn e la sua unica nella Football League Cup, andando in gol su rigore al 74' nella sfida contro il Peterborough per il definitivo 5-2. Il 2 gennaio 2010 realizza il suo primo gol nella FA Cup contro l'Aston Villa, incontro perso 3-1. Il 20 gennaio seguente, dopo aver eliminato il Chelsea in Coppa di Lega (3-3, 4-3 ai rigori) anche grazie a un gol dell'attaccante croato, i Rovers affrontano l'Aston Villa in semifinale: dopo 26' Kalinić mette a segno una doppietta che ribalterebbe il successo ottenuto dell'Aston Villa per 1-0 all'andata, ma i Villans ottengono un'altra vittoria con un rocambolesco 6-4 finale. Sette giorni più tardi, Kalinić trova la via del gol anche in Premier League, segnando il 2-1 che consente al Blackburn di conquistare tre punti preziosi contro il Wigan. Termina la sua prima stagione con 7 gol in 38 presenze tra campionato e coppe.
Non si migliora nella stagione seguente, pur segnando gol importanti contro Everton (1-0) e West Bromwich Albion (1-3, doppietta), che consentono al Blackburn di ottenere 6 punti preziosi in chiave salvezza. Il 29 gennaio 2011, il croato segna un altro gol ai danni dell'Aston Villa, dopo esser entrato al 10' al posto dell'infortunato Roque Santa Cruz in una partita di FA Cup che finisce sul 3-1 per gli avversari. A neanche un mese di distanza, il 26 febbraio successivo va in gol nuovamente contro l'Aston Villa (4-1): è il suo quinto gol ai danni del club di Birmingham nel giro di un anno, in totale durante tutta la sua esperienza inglese ne farà 13 in 53 partite, più di un terzo realizzati ai Villans.

#### Dnipro

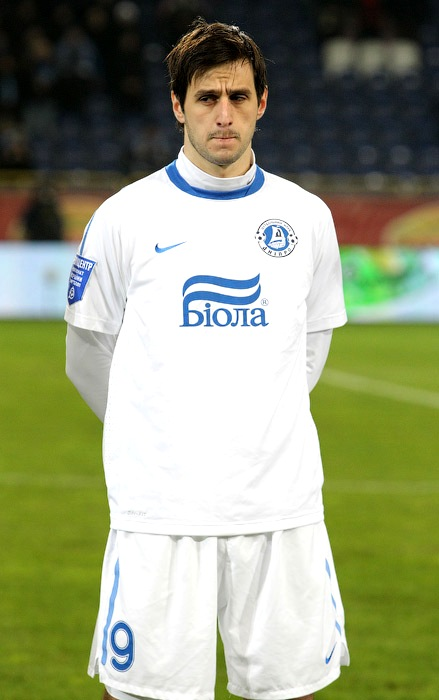
Kalinić con la maglia del Dnipro nel 2011.

Il 12 agosto 2011 passa agli ucraini del Dnipro a costo zero. Il giorno dopo fa subito il suo esordio nel campionato ucraino, subentrando al 59' a Derek Boateng, segnando il gol della bandiera del Dnipro nell'1-3 contro lo Shakhtar Donetsk all'81' e facendosi anche espellere due minuti più tardi. Guadagna presto il posto da titolare nell'attacco del Dnipro, segnando un paio di doppiette ai danni di Oleksandrija (5-1) e Volyn Lutsk (1-2).
Alla sua seconda stagione realizza 4 gol, il primo datato 26 agosto 2012 contro il Volyn Lutsk (2-1). Decide la sfida di Coppa d'Ucraina contro il Žemčužina Jalta (0-1) del 23 settembre 2012. Nel mese successivo segna il suo primo gol europeo con il Dnipro nell'incontro d'Europa League vinto 4-2 contro lo Slovan Liberec, dopo esser subentrato al 56' a Matheus.
Nell'annata 2013-2014 firma 7 gol in 23 presenze. Il primo gol stagionale arriva l'11 agosto 2013 in un incontro di campionato, nell'1-0 contro l'Uzhhorod. Il 22 settembre firma la sua unica doppietta, realizzando due delle tre reti con le quali il Dnipro ottiene il successo a Zaporizhya sul Metalurh (2-3). Il 28 novembre invece mette a segno un gol, il suo unico europeo in questa stagione, nel successo ottenuto per 4-1 sul Pandurii.
Il 30 luglio 2014 esordisce nella UEFA Champions League, giocando da titolare la sfida pareggiata 0-0 contro il Copenaghen. In campionato si sblocca contro Karpaty (4-0), segnando reti decisive contro Olimpik Donetsk (5-0, doppietta), in due partite contro il Chornomorets nelle quali sigla due doppiette (2-1 e 0-3 rispettivamente) e nuovamente contro il Karpaty (0-1). Segna anche in Coppa d'Ucraina contro il Volyn Lutsk (4-0), realizza l'ultima rete dopo esser subentrato al 78' al posto di Seleznyov. La stagione 2014-2015, durante la quale firma 19 reti in 48 partite, lo vede protagonista anche in Europa League: segna il suo primo gol il 20 agosto 2014, proprio contro la sua ex squadra, l'Hajduk Spalato, sconfitto 2-1 e in seguito mette a segno due reti contro il Qarabag (1-2). Infine, il 27 maggio 2015, partito titolare nella finale di Europa League disputata a Varsavia, segna la rete del vantaggio che illude il Dnipro nella sconfitta per 3-2 contro il Siviglia.
Il 26 luglio 2015 inizia la nuova stagione con la maglia del Dnipro, segnando due reti al Chornomorets (4-2). Chiude la sua esperienza ucraina con 49 marcature in 125 incontri.

#### Fiorentina
Il 14 agosto 2015 viene acquistato a titolo definitivo dalla Fiorentina per 5 milioni di euro, firmando un contratto quadriennale. Esordisce in maglia viola il 23 agosto nella partita di campionato Fiorentina-Milan (2-0). Segna il suo primo gol il 17 settembre nella partita di Europa League Fiorentina-Basilea (1-2). Si ripete il 23 settembre nella partita di campionato contro il Bologna. Il 27 settembre segna una tripletta (la terza in carriera) a San Siro in Inter-Fiorentina 1-4, portando la Fiorentina al primo posto a pari punti con la stessa Inter e diventando il terzo calciatore viola a segnare una tripletta all'Inter dopo Vinicio Viani e Gabriel Batistuta. È protagonista anche di una doppietta, decisiva per il risultato, nella rimonta dei viola nel derby contro l'Empoli. In Fiorentina-Udinese del 6 dicembre 2015 segna quella che avrebbe dovuto essere la sua decima rete stagionale in Serie A, creando un "caso mediatico", in cui alla fine la Lega Calcio non gli riconosce la paternità del gol a causa dell'involontarietà della deviazione sul tiro del compagno Milan Badelj.
Segna la prima rete della stagione 2016-2017 della Fiorentina nella partita della prima giornata di campionato persa 2-1 contro la Juventus a Torino. Chiude la sua seconda stagione alla Fiorentina con 20 gol totali, di cui 15 in campionato e 5 in Europa League.

#### Milan
Il 22 agosto 2017 passa in prestito con obbligo di riscatto al Milan, legandosi al club rossonero fino al 2021; sceglie di indossare la maglia numero 7. Esordisce con il nuovo club il 27 agosto successivo, nel match di campionato contro il Cagliari. Il 14 settembre, il croato disputa la sua prima gara di Europa League con il Milan, contro l'Austria Vienna. Il 17 settembre 2017, Kalinić trova le sue prime reti (una doppietta) in maglia rossonera, decidendo la gara di Serie A contro l'Udinese. Il 27 dicembre disputa la sua prima gara di Coppa Italia con il Milan, contro l'Inter. A fine stagione colleziona 41 presenze totali e 6 reti (tutte in Serie A), deludendo complessivamente le aspettative.

#### Atlético Madrid
Il 9 agosto 2018 viene ceduto a titolo definitivo agli spagnoli dell'Atlético Madrid, con i quali vince il primo trofeo della carriera dopo appena sei giorni dal suo arrivo, il 15 agosto, nella sfida per la Supercoppa UEFA contro il Real Madrid, pur restando in panchina. Realizza il primo gol con la maglia dei Colchoneros il 5 dicembre 2018 nel match valido per i sedicesimi di finale di Coppa del Re, contro il Sant Andreu (4-0). In campionato trova il primo gol l’8 dicembre 2018 aprendo le marcature nella partita vinta 3-0 contro l'Alavés.

#### Prestito alla Roma
Il 2 settembre 2019 è ufficializzata la cessione di Kalinić alla Roma in prestito oneroso (2 milioni di euro) con opzione di acquisto (9 milioni). Esordisce in maglia giallorossa il 19 settembre successivo, nel match di Europa League vinto per 4-0 in casa contro il İstanbul Başakşehir. Fa la sua prima apparizione in campionato il 25 settembre, in Roma-Atalanta (0-2), mentre i suoi primi due gol risalgono al 1º marzo 2020, in casa del Cagliari, sconfitto per 4-3. Chiude il campionato con i giallorossi a quota 5 reti.

#### Hellas Verona
Il 5 ottobre 2020 il Verona acquista a titolo definitivo dall'Atlético Madrid l'attaccante croato, che firma un contratto biennale con opzione per il terzo anno. Debutta con gli scaligeri 13 giorni dopo nel pareggio per 0-0 contro il Genoa, rilevando Andrea Favilli al 60'. Il 10 gennaio 2021 segna il primo gol con gli scaligeri, aprendo le marcature nel successo per 2-1 sul Crotone. In quasi un anno e mezzo sono 6 i gol segnati in 34 apparizioni con il club veneto.

#### Il ritorno all'Hajduk Spalato ed il ritiro
Il 6 febbraio 2022, dopo aver rescisso con il club veronese, fa il suo ritorno all'Hajduk Spalato dopo più di dodici anni prendendo la casacca numero 9. Il 13 febbraio in corrispondenza del 111 anniversario della fondazione del club ritorna in campo con la divisa dei Bili, trova subito l'assist per la rete dell'1-0 nel match di campionato vinto contro il Slaven Belupo (3-1). Torna al gol il 6 marzo seguente nella trasferta di campionato terminata 1-1 contro l'Istria 1961. Termina la stagione con i Majstori s mora con la vittoria della Coppa di Croazia, suo primo titolo con la squadra spalatina. Il 30 giugno 2023 allo scadere del contratto giunge al termine la sua avventura nell'Hajduk.
Il 3 gennaio 2024, torna per la terza volta, firmando un contratto simbolico di 1 euro valevole fino al termine della stagione. Al termine della stessa si ritira dal calcio giocato per poi venir promosso a nuovo direttore sportivo dell'Hajduk.

### Nazionale
È stato un giocatore chiave per la Croazia ai livelli giovanili, Under-17, Under-19 e Under-21. La sua prima apparizione in una competizione internazionale è arrivata durante l'Europeo Under-17 del 2005, concluso in testa alla classifica marcatori con 11 reti. Con l'Under-19, segna 5 gol nella fase di qualificazione all'Europeo di categoria. Segna anche una tripletta contro i pari-età moldavi, che permette alla nazionale croata di passare al turno successivo. In più, con l'Under-21, ha segnato 2 gol in 2 presenze.
Le sue abilità gli permettono di avere un posto nella Croazia che partecipò al campionato d'Europa 2008. Debutta con la nazionale croata il 24 maggio 2008, subentrando al 62' della partita terminata 1-0 contro la Moldavia. Ha debuttato a Euro 2008, con la sua maglia numero 9, durante la partita contro la Polonia, sostituendo l'autore del gol della vittoria per 1-0, Ivan Klasnić. Continua a giocare con la maglia della Nazionale con regolarità tra il 2011 e il 2013, scendendo in campo in alcune gare di qualificazione sia per il campionato d'Europa 2012 che per il campionato del mondo 2014. Convocato per la fase dell'Europeo, non giocherà nessun minuto, mentre resta fuori dalla rosa della competizione mondiale.
Torna tra i convocati in nazionale nell'estate 2015 in virtù dei buoni risultati ottenuti prima con la maglia del Dnipro, finalista di Europa League, e poi con quella della Fiorentina. È decisivo un suo gol nella gara di qualificazione per il campionato d'Europa 2016 contro la Bulgaria. Il 4 giugno 2016 sigla una tripletta nella vittoria per 10-0 contro San Marino. Convocato per l'Europeo in Francia, mette a segno un gol di tacco contro la Spagna nella partita vinta per 2-1 che permette alla nazionale croata di qualificarsi come prima classificata nel girone.
Convocato anche per il campionato del mondo 2018 in Russia, il 18 giugno viene escluso dalla rosa della nazionale per decisione del commissario tecnico Zlatko Dalić, dopo il suo rifiuto a subentrare a gara in corso durante la prima partita della fase a gruppi, vinta dalla Croazia per 2-0 contro la Nigeria. La nazionale croata ha poi raggiunto la finale del torneo, dove è stata sconfitta dalla Francia per 4-2: Kalinić è pertanto considerato ufficialmente vicecampione del mondo, anche senza aver giocato nessuna partita della competizione, ma ha rifiutato la medaglia d'argento che gli sarebbe spettata.

## Dopo il ritiro
Il 27 maggio 2024, contestualmente al suo ritiro, diviene il nuovo direttore sportivo dell'Hajduk Spalato succedendo a Mindaugas Nikoličius. Viene sollevato dall'incarico il 10 settembre successivo, tre mesi e mezzo dopo il suo insediamento.

## Statistiche

### Presenze e reti nei club
Statistiche aggiornate al 4 gennaio 2024.
| Stagione              | Squadra               | Campionato            | Campionato | Campionato | Coppe nazionali | Coppe nazionali | Coppe nazionali | Coppe continentali | Coppe continentali | Coppe continentali | Altre coppe | Altre coppe | Altre coppe | Totale | Totale |
| Stagione              | Squadra               | Comp.                 | Pres.      | Reti       | Comp.           | Pres.           | Reti            | Comp.              | Pres.              | Reti               | Comp.       | Pres.       | Reti        | Pres   | Reti   |
| --------------------- | --------------------- | --------------------- | ---------- | ---------- | --------------- | --------------- | --------------- | ------------------ | ------------------ | ------------------ | ----------- | ----------- | ----------- | ------ | ------ |
| 2005-2006             | Hajduk Spalato        | 1. HNL                | 6          | 0          | CC              | 1               | 0               | UCL                | 0                  | 0                  | SC          | 0           | 0           | 7      | 0      |
| 2006-gen. 2007        | Pula                  | 1. HNL                | 12         | 3          | CC              | 1               | 0               | -                  | -                  | -                  | -           | -           | -           | 13     | 3      |
| gen.-giu. 2007        | Sebenico              | 1. HNL                | 8          | 3          | CC              | 0               | 0               | -                  | -                  | -                  | -           | -           | -           | 8      | 3      |
| 2007-2008             | Hajduk Spalato        | 1. HNL                | 25         | 17         | CC              | 7               | 9               | CU                 | 4                  | 0                  | -           | -           | -           | 36     | 26     |
| 2008-2009             | Hajduk Spalato        | 1. HNL                | 28         | 15         | CC              | 4               | 2               | CU                 | 4                  | 1                  | -           | -           | -           | 36     | 18     |
| 2009-2010             | Blackburn             | PL                    | 26         | 2          | FACup+CdL       | 1+6             | 1+4             | -                  | -                  | -                  | -           | -           | -           | 33     | 7      |
| 2010-2011             | Blackburn             | PL                    | 18         | 5          | FACup+CdL       | 1+1             | 1+0             | -                  | -                  | -                  | -           | -           | -           | 20     | 6      |
| Totale Blackburn      | Totale Blackburn      | Totale Blackburn      | 44         | 7          |                 | 9               | 6               |                    | -                  | -                  |             | -           | -           | 53     | 13     |
| 2011-2012             | Dnipro                | PL                    | 19         | 10         | KU              | 0               | 0               | UEL                | 2                  | 0                  | -           | -           | -           | 21     | 10     |
| 2012-2013             | Dnipro                | PL                    | 21         | 6          | KU              | 2               | 1               | UEL                | 6                  | 3                  | -           | -           | -           | 29     | 10     |
| 2013-2014             | Dnipro                | PL                    | 19         | 6          | KU              | 0               | 0               | UEL                | 4                  | 1                  | -           | -           | -           | 23     | 7      |
| 2014-2015             | Dnipro                | PL                    | 23         | 12         | KU              | 6               | 2               | UCL+UEL            | 2+17               | 0+5                | -           | -           | -           | 48     | 19     |
| lug.-ago. 2015        | Dnipro                | PL                    | 4          | 3          | KU              | 0               | 0               | UEL                | 0                  | 0                  | -           | -           | -           | 4      | 3      |
| Totale Dnipro         | Totale Dnipro         | Totale Dnipro         | 86         | 37         |                 | 8               | 3               |                    | 31                 | 9                  |             | -           | -           | 125    | 49     |
| 2015-2016             | Fiorentina            | A                     | 36         | 12         | CI              | 1               | 0               | UEL                | 5                  | 1                  | -           | -           | -           | 42     | 13     |
| 2016-2017             | Fiorentina            | A                     | 33         | 15         | CI              | 2               | 0               | UEL                | 7                  | 5                  | -           | -           | -           | 42     | 20     |
| Totale Fiorentina     | Totale Fiorentina     | Totale Fiorentina     | 69         | 27         |                 | 3               | 0               |                    | 12                 | 6                  |             | -           | -           | 84     | 33     |
| 2017-2018             | Milan                 | A                     | 31         | 6          | CI              | 4               | 0               | UEL                | 6                  | 0                  | -           | -           | -           | 41     | 6      |
| 2018-2019             | Atlético Madrid       | PD                    | 17         | 2          | CR              | 4               | 2               | UCL                | 3                  | 0                  | SU          | 0           | 0           | 24     | 4      |
| 2019-2020             | Roma                  | A                     | 15         | 5          | CI              | 2               | 0               | UEL                | 2                  | 0                  | -           | -           | -           | 19     | 5      |
| 2020-2021             | Verona                | A                     | 19         | 2          | CI              | 0               | 0               | -                  | -                  | -                  | -           | -           | -           | 19     | 2      |
| 2021-feb. 2022        | Verona                | A                     | 14         | 4          | CI              | 1               | 0               | -                  | -                  | -                  | -           | -           | -           | 15     | 4      |
| Totale Verona         | Totale Verona         | Totale Verona         | 33         | 6          |                 | 1               | 0               |                    | -                  | -                  |             | -           | -           | 34     | 6      |
| feb.-giu. 2022        | Hajduk Spalato        | 1. HNL                | 11         | 4          | CC              | 1               | 0               | UECL               | -                  | -                  | -           | -           | -           | 12     | 4      |
| 2022-2023             | Hajduk Spalato        | HNL                   | 17         | 4          | CC              | 0               | 0               | UECL               | 1                  | 0                  | SC          | 1           | 0           | 19     | 4      |
| gen.-giu. 2024        | Hajduk Spalato        | HNL                   | -          | -          | CC              | -               | -               | UECL               | -                  | -                  | SC          | -           | -           | -      | -      |
| Totale Hajduk Spalato | Totale Hajduk Spalato | Totale Hajduk Spalato | 87         | 40         |                 | 13              | 11              |                    | 9                  | 1                  |             | 1           | 0           | 110    | 52     |
| Totale carriera       | Totale carriera       | Totale carriera       | 402        | 136        |                 | 45              | 22              |                    | 63                 | 16                 |             | 1           | 0           | 511    | 174    |

### Cronologia presenze e reti in nazionale
| Cronologia completa delle presenze e delle reti in nazionale ― Croazia | Cronologia completa delle presenze e delle reti in nazionale ― Croazia | Cronologia completa delle presenze e delle reti in nazionale ― Croazia | Cronologia completa delle presenze e delle reti in nazionale ― Croazia | Cronologia completa delle presenze e delle reti in nazionale ― Croazia | Cronologia completa delle presenze e delle reti in nazionale ― Croazia | Cronologia completa delle presenze e delle reti in nazionale ― Croazia | Cronologia completa delle presenze e delle reti in nazionale ― Croazia |
| Data                                                                   | Città                                                                  | In casa                                                                | Risultato                                                              | Ospiti                                                                 | Competizione                                                           | Reti                                                                   | Note                                                                   |
| ---------------------------------------------------------------------- | ---------------------------------------------------------------------- | ---------------------------------------------------------------------- | ---------------------------------------------------------------------- | ---------------------------------------------------------------------- | ---------------------------------------------------------------------- | ---------------------------------------------------------------------- | ---------------------------------------------------------------------- |
| 24-5-2008                                                              | Fiume                                                                  | Croazia                                                                | 1 – 0                                                                  | Moldavia                                                               | Amichevole                                                             | -                                                                      | 62’                                                                    |
| 16-6-2008                                                              | Klagenfurt am Wörthersee                                               | Croazia                                                                | 1 – 0                                                                  | Polonia                                                                | Euro 2008 - 1º turno                                                   | -                                                                      | 74’                                                                    |
| 1-4-2009                                                               | Andorra la Vella                                                       | Andorra                                                                | 0 – 2                                                                  | Croazia                                                                | Qual. Mondiali 2010                                                    | -                                                                      | 78’                                                                    |
| 17-11-2010                                                             | Zagabria                                                               | Croazia                                                                | 3 – 0                                                                  | Malta                                                                  | Qual. Euro 2012                                                        | 1                                                                      | 60’                                                                    |
| 9-2-2011                                                               | Pola                                                                   | Croazia                                                                | 4 – 2                                                                  | Rep. Ceca                                                              | Amichevole                                                             | 2                                                                      | 63’                                                                    |
| 26-3-2011                                                              | Tbilisi                                                                | Georgia                                                                | 1 – 0                                                                  | Croazia                                                                | Qual. Euro 2012                                                        | -                                                                      |                                                                        |
| 29-3-2011                                                              | Saint-Denis                                                            | Francia                                                                | 0 – 0                                                                  | Croazia                                                                | Amichevole                                                             | -                                                                      | 56’                                                                    |
| 3-6-2011                                                               | Spalato                                                                | Croazia                                                                | 2 – 1                                                                  | Georgia                                                                | Qual. Euro 2012                                                        | 1                                                                      | 46’                                                                    |
| 10-8-2011                                                              | Dublino                                                                | Irlanda                                                                | 0 – 0                                                                  | Croazia                                                                | Amichevole                                                             | -                                                                      | 73’                                                                    |
| 2-9-2011                                                               | Ta' Qali                                                               | Malta                                                                  | 1 – 3                                                                  | Croazia                                                                | Qual. Euro 2012                                                        | -                                                                      | 46’                                                                    |
| 6-9-2011                                                               | Zagabria                                                               | Croazia                                                                | 3 – 1                                                                  | Israele                                                                | Qual. Euro 2012                                                        | -                                                                      | 87’                                                                    |
| 7-10-2011                                                              | Atene                                                                  | Grecia                                                                 | 2 – 0                                                                  | Croazia                                                                | Qual. Euro 2012                                                        | -                                                                      | 61’ 77’                                                                |
| 25-5-2012                                                              | Pola                                                                   | Croazia                                                                | 3 – 1                                                                  | Estonia                                                                | Amichevole                                                             | 1                                                                      |                                                                        |
| 11-9-2012                                                              | Bruxelles                                                              | Belgio                                                                 | 1 – 1                                                                  | Croazia                                                                | Qual. Mondiali 2014                                                    | -                                                                      | 88’                                                                    |
| 12-10-2012                                                             | Skopje                                                                 | Macedonia                                                              | 1 – 2                                                                  | Croazia                                                                | Qual. Mondiali 2014                                                    | -                                                                      | 72’                                                                    |
| 7-6-2013                                                               | Zagabria                                                               | Croazia                                                                | 0 – 1                                                                  | Scozia                                                                 | Qual. Mondiali 2014                                                    | -                                                                      | 70’                                                                    |
| 10-6-2013                                                              | Ginevra                                                                | Croazia                                                                | 0 – 1                                                                  | Portogallo                                                             | Amichevole                                                             | -                                                                      | 67’                                                                    |
| 10-9-2013                                                              | Jeonju                                                                 | Corea del Sud                                                          | 1 – 2                                                                  | Croazia                                                                | Amichevole                                                             | 1                                                                      | 72’                                                                    |
| 11-10-2013                                                             | Zagabria                                                               | Croazia                                                                | 1 – 2                                                                  | Belgio                                                                 | Qual. Mondiali 2014                                                    | -                                                                      | 46’                                                                    |
| 15-10-2013                                                             | Edimburgo                                                              | Scozia                                                                 | 2 – 0                                                                  | Croazia                                                                | Qual. Mondiali 2014                                                    | -                                                                      | 59’                                                                    |
| 7-6-2015                                                               | Zagabria                                                               | Croazia                                                                | 4 – 0                                                                  | Gibilterra                                                             | Amichevole                                                             | -                                                                      | 57’                                                                    |
| 3-9-2015                                                               | Baku                                                                   | Azerbaigian                                                            | 0 – 0                                                                  | Croazia                                                                | Qual. Euro 2016                                                        | -                                                                      | 83’                                                                    |
| 6-9-2015                                                               | Oslo                                                                   | Norvegia                                                               | 2 – 0                                                                  | Croazia                                                                | Qual. Euro 2016                                                        | -                                                                      | 72’                                                                    |
| 10-10-2015                                                             | Zagabria                                                               | Croazia                                                                | 3 – 0                                                                  | Bulgaria                                                               | Qual. Euro 2016                                                        | 1                                                                      | 85’                                                                    |
| 13-10-2015                                                             | Ta' Qali                                                               | Malta                                                                  | 0 – 1                                                                  | Croazia                                                                | Qual. Euro 2016                                                        | -                                                                      | 60’                                                                    |
| 17-11-2015                                                             | Rostov sul Don                                                         | Russia                                                                 | 1 – 3                                                                  | Croazia                                                                | Amichevole                                                             | 1                                                                      | 75’                                                                    |
| 23-3-2016                                                              | Osijek                                                                 | Croazia                                                                | 2 – 0                                                                  | Israele                                                                | Amichevole                                                             | -                                                                      | 56’                                                                    |
| 27-5-2016                                                              | Koprivnica                                                             | Croazia                                                                | 1 – 0                                                                  | Moldavia                                                               | Amichevole                                                             | -                                                                      |                                                                        |
| 4-6-2016                                                               | Fiume                                                                  | Croazia                                                                | 10 – 0                                                                 | San Marino                                                             | Amichevole                                                             | 3                                                                      | 55’                                                                    |
| 21-6-2016                                                              | Bordeaux                                                               | Croazia                                                                | 2 – 1                                                                  | Spagna                                                                 | Euro 2016 - 1º turno                                                   | 1                                                                      |                                                                        |
| 25-6-2016                                                              | Lens                                                                   | Croazia                                                                | 0 – 1 dts                                                              | Portogallo                                                             | Euro 2016 - Ottavi di finale                                           | -                                                                      | 88’                                                                    |
| 5-9-2016                                                               | Zagabria                                                               | Croazia                                                                | 1 – 1                                                                  | Turchia                                                                | Qual. Mondiali 2018                                                    | -                                                                      | 80’                                                                    |
| 6-10-2016                                                              | Scutari                                                                | Kosovo                                                                 | 0 – 6                                                                  | Croazia                                                                | Qual. Mondiali 2018                                                    | 1                                                                      | 59’                                                                    |
| 9-10-2016                                                              | Tampere                                                                | Finlandia                                                              | 0 – 1                                                                  | Croazia                                                                | Qual. Mondiali 2018                                                    | -                                                                      | 87’                                                                    |
| 24-3-2017                                                              | Zagabria                                                               | Croazia                                                                | 1 – 0                                                                  | Ucraina                                                                | Qual. Mondiali 2018                                                    | 1                                                                      | 87’                                                                    |
| 11-6-2017                                                              | Reykjavík                                                              | Islanda                                                                | 1 – 0                                                                  | Croazia                                                                | Qual. Mondiali 2018                                                    | -                                                                      | 63’                                                                    |
| 2-9-2017                                                               | Zagabria                                                               | Croazia                                                                | 1 – 0                                                                  | Kosovo                                                                 | Qual. Mondiali 2018                                                    | -                                                                      | 72’                                                                    |
| 5-9-2017                                                               | Eskişehir                                                              | Turchia                                                                | 1 – 0                                                                  | Croazia                                                                | Qual. Mondiali 2018                                                    | -                                                                      | 45’ 62’                                                                |
| 9-11-2017                                                              | Zagabria                                                               | Croazia                                                                | 4 – 1                                                                  | Grecia                                                                 | Qual. Mondiali 2018                                                    | 1                                                                      | 76’                                                                    |
| 12-11-2017                                                             | Atene                                                                  | Grecia                                                                 | 0 – 0                                                                  | Croazia                                                                | Qual. Mondiali 2018                                                    | -                                                                      | 78’                                                                    |
| 24-3-2018                                                              | Miami                                                                  | Perù                                                                   | 2 – 0                                                                  | Croazia                                                                | Amichevole                                                             | -                                                                      | 64’                                                                    |
| 8-6-2018                                                               | Osijek                                                                 | Croazia                                                                | 2 – 1                                                                  | Senegal                                                                | Amichevole                                                             | -                                                                      | 46’                                                                    |
| Totale                                                                 |                                                                        | Presenze                                                               | 42                                                                     |                                                                        | Reti (10º posto)                                                       | 15                                                                     |                                                                        |

| Cronologia completa delle presenze e delle reti in nazionale ― Croazia under 21 | Cronologia completa delle presenze e delle reti in nazionale ― Croazia under 21 | Cronologia completa delle presenze e delle reti in nazionale ― Croazia under 21 | Cronologia completa delle presenze e delle reti in nazionale ― Croazia under 21 | Cronologia completa delle presenze e delle reti in nazionale ― Croazia under 21 | Cronologia completa delle presenze e delle reti in nazionale ― Croazia under 21 | Cronologia completa delle presenze e delle reti in nazionale ― Croazia under 21 | Cronologia completa delle presenze e delle reti in nazionale ― Croazia under 21 |
| Data                                                                            | Città                                                                           | In casa                                                                         | Risultato                                                                       | Ospiti                                                                          | Competizione                                                                    | Reti                                                                            | Note                                                                            |
| ------------------------------------------------------------------------------- | ------------------------------------------------------------------------------- | ------------------------------------------------------------------------------- | ------------------------------------------------------------------------------- | ------------------------------------------------------------------------------- | ------------------------------------------------------------------------------- | ------------------------------------------------------------------------------- | ------------------------------------------------------------------------------- |
| 27-3-2007                                                                       | Zaprešić                                                                        | Croazia under 21                                                                | 5 – 0                                                                           | Slovenia under 21                                                               | Amichevole                                                                      | 1                                                                               | 51’                                                                             |
| 17-10-2007                                                                      | Tórshavn                                                                        | Fær Øer under 21                                                                | 1 – 2                                                                           | Croazia under 21                                                                | Qual. Europeo Under-21 2009                                                     | 2                                                                               | 67’ 73’                                                                         |
| 26-3-2008                                                                       | Čakovec                                                                         | Croazia under 21                                                                | 3 – 1                                                                           | Ungheria under 21                                                               | Amichevole                                                                      | -                                                                               | 51’                                                                             |
| 5-9-2008                                                                        | Varaždin                                                                        | Croazia under 21                                                                | 4 – 0                                                                           | Albania under 21                                                                | Qual. Europeo Under-21 2009                                                     | -                                                                               | 51’                                                                             |
| 14-11-2009                                                                      | Pafo                                                                            | Cipro under 21                                                                  | 1 – 2                                                                           | Croazia under 21                                                                | Qual. Europeo Under-21 2011                                                     | -                                                                               | 54’ 90+3’                                                                       |
| 18-11-2009                                                                      | Zlaté Moravce                                                                   | Slovacchia under 21                                                             | 1 – 2                                                                           | Croazia under 21                                                                | Qual. Europeo Under-21 2011                                                     | 1                                                                               | 90+5’                                                                           |
| 2-3-2010                                                                        | Reims                                                                           | Francia under 21                                                                | 3 – 1                                                                           | Croazia under 21                                                                | Amichevole                                                                      | -                                                                               | 51’                                                                             |
| 19-5-2010                                                                       | Varaždin                                                                        | Croazia under 21                                                                | 1 – 1                                                                           | Slovacchia under 21                                                             | Qual. Europeo Under-21 2011                                                     | -                                                                               | 23’                                                                             |
| 9-10-2010                                                                       | Burgos                                                                          | Spagna under 21                                                                 | 2 – 1                                                                           | Croazia under 21                                                                | Qual. Europeo Under-21 2011                                                     | -                                                                               | 36’                                                                             |
| Totale                                                                          |                                                                                 | Presenze                                                                        | 9                                                                               |                                                                                 | Reti                                                                            | 4                                                                               |                                                                                 |

| Cronologia completa delle presenze e delle reti in nazionale ― Croazia under 20 | Cronologia completa delle presenze e delle reti in nazionale ― Croazia under 20 | Cronologia completa delle presenze e delle reti in nazionale ― Croazia under 20 | Cronologia completa delle presenze e delle reti in nazionale ― Croazia under 20 | Cronologia completa delle presenze e delle reti in nazionale ― Croazia under 20 | Cronologia completa delle presenze e delle reti in nazionale ― Croazia under 20 | Cronologia completa delle presenze e delle reti in nazionale ― Croazia under 20 | Cronologia completa delle presenze e delle reti in nazionale ― Croazia under 20 |
| Data                                                                            | Città                                                                           | In casa                                                                         | Risultato                                                                       | Ospiti                                                                          | Competizione                                                                    | Reti                                                                            | Note                                                                            |
| ------------------------------------------------------------------------------- | ------------------------------------------------------------------------------- | ------------------------------------------------------------------------------- | ------------------------------------------------------------------------------- | ------------------------------------------------------------------------------- | ------------------------------------------------------------------------------- | ------------------------------------------------------------------------------- | ------------------------------------------------------------------------------- |
| 26-9-2006                                                                       | Kutina                                                                          | Croazia under 20                                                                | 2 – 1                                                                           | Slovenia under 20                                                               | Amichevole                                                                      | -                                                                               |                                                                                 |
| Totale                                                                          |                                                                                 | Presenze                                                                        | 1                                                                               |                                                                                 | Reti                                                                            | 0                                                                               |                                                                                 |

| Cronologia completa delle presenze e delle reti in nazionale ― Croazia under 19 | Cronologia completa delle presenze e delle reti in nazionale ― Croazia under 19 | Cronologia completa delle presenze e delle reti in nazionale ― Croazia under 19 | Cronologia completa delle presenze e delle reti in nazionale ― Croazia under 19 | Cronologia completa delle presenze e delle reti in nazionale ― Croazia under 19 | Cronologia completa delle presenze e delle reti in nazionale ― Croazia under 19 | Cronologia completa delle presenze e delle reti in nazionale ― Croazia under 19 | Cronologia completa delle presenze e delle reti in nazionale ― Croazia under 19 |
| Data                                                                            | Città                                                                           | In casa                                                                         | Risultato                                                                       | Ospiti                                                                          | Competizione                                                                    | Reti                                                                            | Note                                                                            |
| ------------------------------------------------------------------------------- | ------------------------------------------------------------------------------- | ------------------------------------------------------------------------------- | ------------------------------------------------------------------------------- | ------------------------------------------------------------------------------- | ------------------------------------------------------------------------------- | ------------------------------------------------------------------------------- | ------------------------------------------------------------------------------- |
| 15-9-2005                                                                       | Sendai                                                                          | Croazia under 19                                                                | 0 – 3                                                                           | Giappone under 19                                                               | Amichevole                                                                      | -                                                                               |                                                                                 |
| 3-10-2005                                                                       | Sarajevo                                                                        | Croazia under 19                                                                | 5 – 0                                                                           | Bosnia ed Erzegovina under 19                                                   | Qual. Europeo Under-19 2006                                                     | 2                                                                               |                                                                                 |
| 5-10-2005                                                                       | Sarajevo                                                                        | Islanda under 19                                                                | 2 – 3                                                                           | Croazia under 19                                                                | Qual. Europeo Under-19 2006                                                     | 2                                                                               |                                                                                 |
| 7-10-2005                                                                       | Sarajevo                                                                        | Croazia under 19                                                                | 0 – 0                                                                           | Bulgaria under 19                                                               | Qual. Europeo Under-19 2006                                                     | -                                                                               |                                                                                 |
| 16-5-2006                                                                       | Samobor                                                                         | Croazia under 19                                                                | 2 – 2                                                                           | Macedonia under 19                                                              | Qual. Europeo Under-19 2006                                                     | 1                                                                               | 70’                                                                             |
| 18-5-2006                                                                       | Velika Gorica                                                                   | Portogallo under 19                                                             | 2 – 1                                                                           | Croazia under 19                                                                | Qual. Europeo Under-19 2006                                                     | -                                                                               |                                                                                 |
| 20-5-2006                                                                       | Zaprešić                                                                        | Croazia under 19                                                                | 2 – 0                                                                           | Israele under 19                                                                | Qual. Europeo Under-19 2006                                                     | -                                                                               | 29’ 51’                                                                         |
| 22-8-2006                                                                       | Suhopolje                                                                       | Croazia under 19                                                                | 2 – 2                                                                           | Ungheria under 19                                                               | Amichevole                                                                      | 1                                                                               |                                                                                 |
| 24-8-2006                                                                       | Barcs                                                                           | Ungheria under 19                                                               | 1 – 1                                                                           | Croazia under 19                                                                | Amichevole                                                                      | -                                                                               | 51’                                                                             |
| 17-10-2006                                                                      | Marijampolė                                                                     | Croazia under 19                                                                | 2 – 0                                                                           | Lituania under 19                                                               | Qual. Europeo Under-19 2007                                                     | 2                                                                               |                                                                                 |
| 19-10-2006                                                                      | Kaunas                                                                          | Croazia under 19                                                                | 3 – 0                                                                           | Moldavia under 19                                                               | Qual. Europeo Under-19 2007                                                     | 3                                                                               | 35’                                                                             |
| 13-2-2007                                                                       | Parenzo                                                                         | Croazia under 19                                                                | 0 – 0                                                                           | Ungheria under 19                                                               | Amichevole                                                                      | -                                                                               | 51’                                                                             |
| Totale                                                                          |                                                                                 | Presenze                                                                        | 12                                                                              |                                                                                 | Reti                                                                            | 11                                                                              |                                                                                 |

## Palmarès

### Club

#### Competizioni nazionali
- Coppa di Croazia: 2

Hajduk Spalato: 2021-2022, 2022-2023

#### Competizioni internazionali
- Supercoppa UEFA: 1

Atlético Madrid: 2018